# Seventeen Seconds
Seventeen Seconds é o segundo álbum de estúdio da banda inglesa de rock The Cure, lançado em 22 de abril de 1980 pela Fiction Records. 
O álbum marcou a primeira vez que o vocalista Robert Smith co-produziu com Mike Hedges. Após a saída do baixista original Michael Dempsey, Simon Gallup tornou-se um membro oficial junto com o tecladista Matthieu Hartley. O single "A Forest" foi a primeira entrada da banda no top 40 do UK Singles Chart.
Seventeen Seconds é o primeiro álbum da "trilogia" em sequência que ainda inclui Faith e Pornography. Por muito tempo, fãs e críticos apontavam esses três trabalhos como uma espécie de "trilogia sombria" na carreira da banda, influenciada pela passagem de Robert Smith nos Siouxsie and the Banshees e posteriores experimentações eletrônicas e mais populares. Em 2002, o lançamento de Trilogy (formado por Pornography, Disintegration e Bloodflowers) descaracterizou essa trinca formalmente. Os álbuns são uma sequência do outro, obviamente por questões de lógica, já que não foram lançados em sequência, mas por questões temáticas e estéticas também.

## Pano de fundo
Contou com a produção de Robert Smith e Mike Hedges, e também com a participação de Chris Parry. O disco abre com a faixa instrumental "A Reflection", de pouco mais de dois minutos, e com poucos e repetitivos acordes menores.

Sobre este disco Smith chegou, sem modéstia, a declarar: 
| “ | Durante Seventeen Seconds, nós honestamente sentíamos que estávamos criando algo que ninguém mais tinha feito, Sobre esse ponto eu imaginava que todo álbum criado era como se fosse o último álbum do Cure. Dessa forma considero Seventeen Seconds único, realmente um genuína conquista do grupo. | ” |

Apesar de seguir um rumo diferente do primeiro disco, o álbum contou com uma boa recepção por parte da crítica e também dos fãs, alcançando a vigésima posição na parada britânica.

## Estilo musical
Seventeen Seconds é um álbum com arranjos simples e climas sombrios. "A Forest" tornou-se um clássico até para os mais diversos estilos musicais. O disco abre com a faixa instrumental "A Reflection". Neste álbum, o acompanhamento sutil dos teclados em arranjos contribui na construção de uma atmosfera sombria e melancólica.
Seventeen Seconds foi considerado um dos primeiros exemplos de rock gótico no início da década de 1980. Suas "paisagens sombrias" são consideradas "uma pedra de toque sônica" para o próximo movimento. Alguns críticos notaram que as faixas instrumentais "Three" e "The Final Sound" são "tão malignamente góticas que você quase poderia ser levado a acreditar que foram tiradas da trilha sonora de algum filme de terror da Hammer".

## Recepção
| Críticas profissionais                                                      | Críticas profissionais |
| Avaliações da crítica                                                       | Avaliações da crítica  |
| Fonte                                                                       | Avaliação              |
| --------------------------------------------------------------------------- | ---------------------- |
| allmusic                                                                    | [ 4 ]                  |
| Pitchfork Media                                                             | [ 5 ]                  |
| Esta tabela precisa de ser acompanhada por texto em prosa. Consulte o guia. |                        |

## Faixas
Todas as canções por Smith, Gallup, Hartley e Tolhurst.

### Lançamento original
1. "A Reflection" (instrumental) - 2:09
2. "Play for Today" - 3:39
3. "Secrets" - 3:19
4. "In Your House" - 4:06
5. "Three" - 2:36
6. "The Final Sound" (instrumental) - 0:52
7. "A Forest" - 5:55
8. "M" - 3:03
9. "At Night" - 5:54
10. "Seventeen Seconds" - 4:01

### Relançamento de 2005
Disco um
Álbum original, como acima.
Disco dois
1. "I'm a Cult Hero" (compacto em vinil por Cult Hero)
2. "I Dig You" (compacto em vinil por Cult Hero)
3. "Another Journey by Train" (faixa demonstrativa instrumental)
4. "Secrets" (faixa demonstrativa instrumental)
5. "Seventeen Seconds" (ao vivo)
6. "In Your House" (ao vivo)
7. "Three" (remixagem de estúdio)
8. "I Dig You" (ao vivo por Cult Hero)
9. "I'm a Cult Hero" (ao vivo por Cult Hero)
10. "M" (ao vivo)
11. "The Final Sound" (ao vivo)
12. "A Reflection" (ao vivo)
13. "Play for Today" (ao vivo)
14. "At Night" (ao vivo)
15. "A Forest" (ao vivo)

## Integrantes

### A banda
- Robert Smith - guitarra e voz
- Matthieu Hartley - teclado
- Laurence Tolhurst - bateria
- Simon Gallup - baixo
- Frank Bell - vocalista do Cult Hero

### Produção
- Produtores - Robert Smith e Mike Hedges
- Co-produtores - Chris Parry, Simon Gallup, Laurence Tolhurst e Matthieu Hartley
- Engenheiros de som - Mike Hedges e David Kemp
- Assistentes de engenharia - Martyn Webster